# Тонкодзьоба підкіпка
Тонкодзьоба підкіпка (Atelornis) — рід сиворакшоподібних птахів родини підкіпкових (Brachypteraciidae). Включає 2 види.

## Поширення
Ендеміки Мадагаскару.

## Опис
Тіло завдовжки 24-29 см. Вага — 73-115 г.

## Види
- Підкіпка рудоголова (Atelornis crossleyi)
- Підкіпка білогорла (Atelornis pittoides)